# Zajączkowo Tczewskie
Zajączkowo Tczewskie – towarowa stacja kolejowa w Zajączkowie, w województwie pomorskim. Tworzą ją cztery okręgi nastawcze: ZTA, ZTB, ZTC, ZTD. Do końca 2009 roku była jedną z 10 w Polsce stacji rozrządowych, na której były przyjmowane, formowane i wyprawiane pociągi towarowe. Obecnie Zajączkowo Tczewskie posiada status stacji manewrowej.
Przy stacji funkcjonuje lokomotywownia i wagonownia należąca do PKP CARGO TABOR POMORSKI sp. z o.o. - spółki zależnej od PKP Cargo. 
Na stacji były kręcone zdjęcia do serialu sensacyjno-kryminalnego S.O.S. w reżyserii Janusza Morgensterna.